# Куп Републике Српске у фудбалу 2018/19.
Куп Републике Српске у фудбалу 2018/19. је двадесет и шеста сезона овог такмичења које се одржава на територији Републике Српске у организацији Фудбалског савеза Републике Српске.
У Купу Републике Српске учествују фудбалски клубови са подручја Републике Српске. Клубови нижег нивоа такмичења морају у оквиру подручних савеза изборити учешће у Купу. Такмичењу се од шеснаестине финала прикључују и клубови из Прве лиге Републике Српске и клубови из Републике Српске који се такмиче у Премијер лиги Босне и Херцеговине.
До полуфинала се игра по једна утакмица, у полуфуналу две а финална утакмица се игра на стадиону одређеном накнадно или се играју две утакмице.
Фудбалски савез Републике Српске је одлучио да се финале купа одигра на Градском стадиону у Шамцу поводом 100 година од оснивања фудбалског клуба Борац Шамац. Финале купа су изборили Радник из Бијељине и екипа Крупе, као и претходне сезоне. Радник је освојио седми трофеј купа победивши Крупу резултатом 3:1, а то је био њихов шести трофеј у последњих седам издања.

## Шеснаестина финала
- Утакмице су игране 11. и 12. септембра 2018.[5]

| Бр. ут. | Домаћин              | Резултат       | Гост                     |
| ------- | -------------------- | -------------- | ------------------------ |
| 1       | Славен Добрљин       | 1:1 (5:6 Пен.) | Слобода Мркоњић Град     |
| 2       | Прогрес Кнежево      | 0:5            | Козара Градишка          |
| 3       | Борац Лужани         | 0:7            | Рудар Приједор           |
| 4       | Карановац            | 0:3            | Борац Бања Лука          |
| 5       | Јединство Жеравица   | 3:1            | Текстилац Дервента       |
| 6       | Слога Добој          | 1:0            | Жељезничар Спорт Тим     |
| 7       | Младост Доња Слатина | 0:1            | Крупа                    |
| 8       | Скугрић Потпоље      | 3:1            | Борац Козарска Дубица    |
| 9       | Љубић Прњавор        | 3:0            | Слога Србац              |
| 10      | Хан Пијесак          | 0:4            | Подриње Јања             |
| 11      | Гласинац 2011        | 3:1            | Славија Источно Сарајево |
| 12      | Слога Горње Црњелово | 1:1 (5:3 Пен.) | Звијезда 09              |
| 13      | Сутјеска Фоча        | 0:3            | Радник Бијељина          |
| 14      | Леотар               | 1:0            | Дрина Зворник            |
| 15      | ОФК Шековићи         | 3:0            | Стакорина Чајниче        |
| 16      | Бирач Дервента       | —              | слободан у првом колу    |

## Осмина финала
| Бр. ут. | Домаћин              | Резултат       | Гост                 |
| ------- | -------------------- | -------------- | -------------------- |
| 1       | Слога Горње Црњелово | 2:2 (6:7 Пен.) | Радник Бијељина      |
| 2       | Слога Добој          | 1:2            | Љубић Прњавор        |
| 3       | Бирач Дервента       | 0:3            | Леотар               |
| 4       | Јединство Жеравица   | 2:0            | Слобода Мркоњић Град |
| 5       | ОФК Шековићи         | 1:4            | Борац Бања Лука      |
| 6       | Скугрић Потпоље      | 5:4            | Подриње Јања         |
| 7       | Гласинац 2011        | 1:0            | Козара Градишка      |
| 8       | Рудар Приједор       | 0:4            | Крупа                |

## Четвртфинале
| Бр. ут. | Домаћин         | Резултат | Гост               |
| ------- | --------------- | -------- | ------------------ |
| 1       | Љубић Прњавор   | 2:1      | Борац Бања Лука    |
| 2       | Скугрић Потпоље | 0:3      | Јединство Жеравица |
| 3       | Гласинац 201    | 0:1      | Радник Бијељина    |
| 4       | Леотар          | 1:2      | Крупа              |

## Полуфинале
| Утак. | Клуб, Место         | Укупан резултат | Клуб, Место            | 1. утакмица 21. март 2018. | 2. утакмица 25. април 2018. |
| ----- | ------------------- | --------------- | ---------------------- | -------------------------- | --------------------------- |
| 1.    | Јединство, Жеравица | 3:6             | Радник, Бијељина       | 1:1                        | 2:5                         |
| 2.    | Љубић, Прњавор      | 0:7             | Крупа, Крупа на Врбасу | 0:1                        | 0:6                         |

## Финале
29. мај 2019. Градски стадион, Шамац
| Клуб, Место      | Резултат | Клуб, Место            |
| ---------------- | -------- | ---------------------- |
| Радник, Бијељина | 3:1      | Крупа, Крупа на Врбасу |

| Победник Купа Републике Српске у фудбалу 2018/19. |
| ------------------------------------------------- |
| ФК Радник Бијељина 7. титула                      |